# Octopus Islands Marine Park
Octopus Islands Marine Park är en park i Kanada.   Den ligger i Strathcona Regional District och provinsen British Columbia, i den sydvästra delen av landet, 3 700 km väster om huvudstaden Ottawa.
Terrängen runt Octopus Islands Marine Park är lite kuperad. Trakten runt Octopus Islands Marine Park är nära nog obefolkad, med mindre än två invånare per kvadratkilometer.. 
I omgivningarna runt Octopus Islands Marine Park växer i huvudsak barrskog.